# Araquem de Melo
Edemil Araquem de Melo, más conocido como Araquem de Melo (Río de Janeiro, Brasil, 9 de julio de 1944- Caracas, Venezuela, 16 de octubre de 2001), fue un futbolista brasileño que jugó en clubes de Uruguay, Argentina y Grecia. Jugaba de centrodelantero y su primer club fue el Danubio F.C. de Uruguay.

## Carrera
Nacido en Río de Janeiro, Araquem de Melo empezó jugando al fútbol para las divisiones inferiores del equipo local del Vasco da Gama. Jugó para el Danubio F.C. y fue el máximo goleador de la Liga Uruguaya en la temporada 1966. Jugó en el equipo argentino del Huracán desde 1968 hasta 1972.
En 1972 se unió a Panathinaikos F.C. siendo el primer futbolista brasileño que jugó para el club. Sigue siendo el máximo goleador de los futbolistas brasileños para el Panathinaikos. Araquem de Melo marcó 20 goles en 37 partidos con el Panathinaikos, junto con Juan Ramón Verón y Antonis Antoniadis haciendo una gran línea de ataque. En 1974, Araquem de Melo jugó para Atromitos FC.

## Retiro
Después de su retiro del fútbol, Araquem de Melo fundó en 1996 una escuela de fútbol llamada Brasil Soccer School, en Caracas, Venezuela. Su hermano Arnout de Melo asumió la responsabilidad para el club después de la muerte de su hermano el 16 de octubre de 2001.